# Ben Kaiser

Ben Kaiser bei Dreharbeiten im Tieranatomischen Theater in Berlin

Benjamin Kaiser (* 1984 in Karlsruhe) ist ein deutscher Filmeditor, Kameramann, Steadicam-Operator und Regisseur.

## Leben und Wirken
Ben Kaiser wurde 1984 in Karlsruhe geboren. Parallel zu seiner Schulzeit sammelte er erste Fernseherfahrungen beim SWR und ZDF als technischer Assistent und in der Aufnahmeleitung diverser szenischer Spielfilmproduktionen. Nach seinem Abitur am Tulla-Gymnasium Rastatt absolvierte er von 2005 bis 2007 beim Südwestrundfunk Baden-Baden eine Ausbildung zum Mediengestalter Bild und Ton mit dem Schwerpunkt Fernsehen. Seit 2007 arbeitet Ben Kaiser als freiberuflicher Filmschaffender, untern anderem als Filmeditor beim SWR. So ist er verantwortlich für die Montage zahlreicher Reportagen sowie Dokumentationen und Dokumentarfilme, insbesondere für die Sendeanstalten der ARD, Arte und 3sat. Seit 2011 ist er zudem im Bereich Kamera und Steadicam sowie seit 2020 vorrangig als Regisseur tätig.

## Trivia
Ben Kaiser produziert unter seinem Namen elektronische Musik sowie regelmäßig erscheinende Mixtapes und publiziert diese auf den Musikplattformen Bandcamp und SoundCloud. Für das Buch Das Tier in Dir (Autor: Axel Wagner), welches 2013 mit dem Titel Wissensbuch des Jahres geehrt wurde, entwarf er das Buchcover-Design.

## Filmographie (Auswahl)

### Regie
- 2020–2021: W wie Wissen (Das Erste)
- 2021–2023: Planet Wissen (WDR, SWR und BR in Zusammenarbeit mit ARD-alpha)
- seit 2022: Lesenswert (SWR/3sat), Lesenswert Quartett (SWR/3sat)
- seit 2023: Ländermagazin (3sat), Doc Fischer (SWR), Marktcheck (SWR), plusminus (Das Erste), Europamagazin (Das Erste)[2], Tigerentenclub (KiKA)

### Kamera
- 2011: Körber-Preis für die europäische Wissenschaft: Stefan Hell (Porträt)[3]
- 2012: World Music Festival, Meran
- 2012: Klaus J. Jacobs Research Prize: Prof. Dante Cicchetti (Porträt)[4]
- 2012: Klaus J. Jacobs Best Practice Prize: Off Road Kids Stiftung (Porträt)[5]
- 2012: Körber-Preis für die europäische Wissenschaft: Matthias Mann (Porträt)[6]
- 2013: Klaus J. Jacobs Research Prize: Prof. Greg Duncan (Porträt)[7]
- 2013: Klaus J. Jacobs Best Practice Prize: Eltern-AG (Porträt)[8]
- 2013: Körber-Preis für die europäische Wissenschaft: Immanuel Bloch (Porträt)[9]
- 2014: Körber-Preis für die europäische Wissenschaft: May-Britt Moser & Edvard Moser (Porträt)[10]
- 2015: Körber-Preis für die europäische Wissenschaft: Nicola Spaldin (Porträt)
- 2016: Körber-Preis für die europäische Wissenschaft: Hans Clevers (Porträt)[11]
- 2017–2018: Lesenswert Sachbuch (SWR)
- 2017–2020: Lesenswert mit Denis Scheck (SWR)[12]
- 2017–2020: Lesenswert Quartett (SWR)
- 2017: Körber-Preis für die europäische Wissenschaft: Karsten Danzmann (Porträt)
- 2018: Körber-Preis für die europäische Wissenschaft: Svante Pääbo (Porträt)[13]
- 2024: Körber-Preis für die europäische Wissenschaft: Erin Schuman (Porträt)[14]

### Montage
- 2008: Weltreisen – Rush-Hour auf dem Mittelmeer (Reihe, Das Erste)
- 2009: Best-Of Fernsehfilm-Festival Baden-Baden 2009 (3sat)
- 2010: Rock am Ring – Die Reportage (EinsPlus)
- 2010: Das Beste aus 30 Jahren Verstehen Sie Spaß? (Das Erste)
- 2010: Die große Show der Naturwunder (TV-Show, Regie: Michael Maier, Das Erste)
- 2011: James Last at last (3sat, DVD "James Last – My Way" Bonus-Film)
- 2011: Tina Turner – Simply The Best (Regie: Stefan Morawietz, Arte)
- 2011: Schätze der Welt: Cidade Velha (Dokureihe, 3sat)
- 2012: Zum Sterben schön – Musik für das Finale (Regie: Harold Woetzel, Das Erste)
- 2013: Das Projekt Nationalpark – Wie entscheidet sich der Südwesten? (Regie: Axel Wagner, SWR)
- 2013: Das Brenners – Lehrjahre im Grandhotel (Dokuserie, Regie: Harold Woetzel)[15]
- 2014: Gelber Drache, roter Wein (Dokumentarfilm, Regie: Mouhcine El Ghomri)
- 2015: Verrückt nach Wüste (Dokumentarfilm, Regie: Mouhcine El Ghomri)
- 2015: W wie Wissen (Reihe, Das Erste)
- 2016: Spuren im Stein (Dokureihe, SWR)[16]
- 2016: Baumgeschichten (Dokumentarfilm, Regie: Mouhcine El Ghomri)
- 2017: Wassergeschichten (Dokumentarfilm, Regie: Mouhcine El Ghomri)
- 2017: Klimawandel: Wie verändert sich der Südwesten? (Regie: Axel Wagner)
- 2018: Spuren im Stein (Dokureihe, SWR)
- 2018: Nationalpark – Welche Natur wollen wir? (Regie: Axel Wagner, SWR)
- 2018: Der Klimacheck – Wie verändert sich die Natur? (Regie: Axel Wagner, SWR)
- 2019: Karla und der Kameltreiber (Dokumentarfilm, Regie: Mouhcine El Ghomri)
- 2019: Mit dem Zug durch die Mongolei | Un billet de train pour Mongolie (Dokumentarfilm, Arte)
- 2019: Spuren im Stein (Dokureihe, SWR)
- 2021: Axel Wagner und die Klimakrise (Dokureihe, Youtube/ARD Mediathek)[17]
- 2024: Tod im Sekundentakt – Was tun gegen Wildunfälle? (SWR)[18]
- 2024: Gefangen im Straßennetz – Rettung für die Wildtiere? (SWR)[19]

## Filmfestivals (Auswahl)
- 2007: Beethoven Reloaded (Regie und Montage) Aufführung auf dem Beethovenfest Bonn.[20]
- 2014: Das Projekt Nationalpark – Wie entscheidet sich der Südwesten? (Montage) Aufführung auf dem NaturVision Filmfestival in Ludwigsburg.[21]
- 2022: Axel Wagner und die Klimakrise – Wasser in der Erderwärmung (Montage) Preis der Jugendjury auf dem NaturVision Filmfestival.[22]